# Mount Sill
Mount Sill – wybitny szczyt w USA, w środkowej części stanu Kalifornia, położony około 20 km na południowy zachód od miasta Big Pine, na granicy hrabstw Inyo i Fresno w Kings Canyon National Park. Jest to czwarty szczyt pod względem wysokości (po Mount Whitney, Mount Williamson, North Palisade) w najwyższych górach Kalifornii - górach Sierra Nevada. Obecna nazwa szczytowi została nadana w 1896 roku na cześć Edwarda Silla, amerykańskiego poety, profesora literatury na University of California.